# Colosó
Colosó es un municipio colombiano ubicado en el departamento de Sucre, en la subregión de los Montes de María. El municipio es potencial candidato a ser parte de la Red de pueblos patrimonios de Colombia. Se encuentra 42 km de la capital departamental, Sincelejo.
La población fue asiento o sede del cacique Onne Colosó, de la tribu de los finzenúes en el siglo XVIII. El cacique Onne Colosó era amo y señor de las tierras de los actuales municipios de Chalán y Colosó, y mantuvo sus dominios en continuas guerras con sus vecinos, los caciques Yumal y Yoney, a quienes venció. Posteriormente, Colosó pasó a ser un centro poblado del municipio de Ovejas, hasta que consiguió su independencia administrativa en 1907.

## Vías de comunicación
La principal vía de comunicación es el cruce que comunica con al Municipio de Tolúviejo con la capital departamental: Sincelejo.
Mientras, hacia el sentido norte el llamado Corredor Vial Punta e'Plancha que lo comunica con la Localidad de Chalán hasta llegar al Municipio del El Carmen de Bolívar en la Transversal Montes de María.

## Geografía
Según el Instituto Geográfico Agustín Codazzi (IGAC), la posición astronómica de Colosó es 9º 35’ de latitud Norte, 9º 26’ de latitud sur; 75° 22’ longitud este y 75° 25’ longitud oeste, su posición geográfica le sitúa al Noreste del departamento de Sucre. El territorio del Municipio de Colosó pertenece a la formación de la serranía de San Jacinto o Montes de María. 
El Municipio de Colosó presenta un clima tropical seco, con temperaturas mínimas y máximas, entre 17 y los 39 °C., posee una precipitación media anual de 1.114 mm.
- Extensión total: 141 km².

- Altitud de la cabecera municipal: 150 m s. n. m.

### Límites
|                  | Norte: El Carmen de Bolívar San Onofre |                              |
| Oeste: Toluviejo |                                        | Este: Chalán                 |
|                  | Sur: Morroa                            | Sureste: Ovejas Los Palmitos |

## División Político-Administrativa
Además de su Cabecera municipal. Colosó tiene bajo su jurisdicción los centros poblados:
- Bajo Don Juan
- Ceiba
- Calle Larga
- Chinulito
- Coraza
- Desbarrancado
- El Ojito
- El Paraíso
- La Estación
- Marathon
- Pueblo Nuevo

### Veredas
El municipio tiene constituido las siguientes veredas: Arenita, Brazo Seco, Cerro, Corozo, El Jorro, Estambul, La Esmeralda, Las Cruces, Las Campanas, Mico, Paraíso I, Paraíso II, Rebatiña, San Antonio, Suan y Vijagual.

## Historia
El municipio de Colosó fundado inicialmente como un resguardo con el nombre de Onne Colosó, de la tribu descendía de los finzenúes y malibues que hoy comprenden los municipios de Colosó y Chalán. El territorio mantuvo sus dominios en continuas guerras con sus vecinos los caciques Yumal y Yoney, a quienes vencieron .
En 1774, Juan de la Torrezar Diaz Pimienta, gobernador de la Provincia de Cartagena, queriendo organizar a los habitantes disperso en la provincia, designó al teniente Antonio de la Torre y Miranda para esta labor. El cual funda el 20 de noviembre de 1775 el centro poblado de San Cristóbal, hoy Caracol. Esta localidad era el punto de conexión de Corozal con Tolú.
Colosó fue resguardo indígena con un jefe de pueblo hasta 1863, cuando el último jefe, al darse cuenta de la desaparición de la raza, por el mestizaje, cedió los terrenos a la nación esta los llegó al municipio por medio de la Ley 105 de 1905. 
En 1843, Colosó sólo tenía unas pocas casas y habitantes, teniendo gran abundancia de quina, bálsamos, zarzaparrilla, anacahuita y diversos ejemplares de flora y fauna, lo que atrajo muchas personas de dentro y fuera del país.
Con la visita en 1907 del General Rafael Uribe Uribe a Colosó se despertó el sentimiento por fortalecer la población, lo que, unido a otros esfuerzos, hizo que de criollos y foráneos tuvieran la iniciativa de segregar del municipio de Ovejas y elevar a Colosó a la categoría de municipio. El entonces Inspector de policía, organizó a los vecinos en tal forma que los padres de familia debían entregar el lote y el local para el funcionamiento de una escuela, mientras que a otras personas les impuso colaboración obligatoria de materiales y mano de obra para hacer la iglesia, la Casa de Gobierno y la cárcel. La solicitud fue presentada al Presidente de la República, el General Rafael Reyes Prieto, quién la hizo realidad el 6 de diciembre de 1907.

### Historia del Municipio de Ricaurte
Con el hoy vecino municipio de Chalán, Colosó hizo parte del municipio de Ricaurte. La cabecera municipal no era estable, ya que se disputaba entre ambas localidades la administración de la municipalidad, turnándose así entre las dos poblaciones. 
A pocos años de crearse el Departamento de Sucre, Chalán se segregó de Ricaurte, formando un municipio aparte por medio de una ordenanza del recién creado departamento, lo cual ocasionó que el nombre del municipio quedó con el nombre definitivo de Colosó, aunque en algunos documentos oficiales aparece en entre paréntesis el nombre anterior de la municipalidad, Ricaurte, y en otros aparece el nombre de Colosó.

## Turismo
- Iglesia de San Miguel Arcángel: Pertenece a la Diócesis de Sincelejo. Es una iglesia patrimonial construida en madera en estilo clásico.
- Antigua Alcaldía Municipal: Es una casa de dos pisos construida en madera, que antiguamente fue sede de la Alcaldía Municipal.
- Biblioteca Pública Municipal: Se encuentra en una antigua casona de arquitectura clásica patrimonial, construida en madera.
- Salto de Sereno: Cascada de agua cristalina, de aproximadamente 20 m de altura, ubicada a 50 minutos del casco urbano del municipio.
- La Poza Arizal: Es una de las principales piscinas naturales que tiene el municipio de Colosó; su nombre se deriva de los grandes y frondosos árboles de arizal que la rodean; está situada aproximadamente a 2 km del casco urbano.

## Flora y fauna
En el territorio de Colosó se encuentran especies de animales como titíes, monos, cotudos, machín, mono cariblanco (especie endémica de las serranías de Colosó), culebras, carpinteros, tucanes, palomas, puerco espínes, guartinajas, ñeques, tigrillos, entre otros.
También existen especies vegetales como el arizal, caracolí, roble, cedro, campano, mamón de María, mamón, pijiño, chicho, palo de agua, uvita o sauco, ceiba, güasimo, pata de vaca, vara de humo, palo brazil, guayacán, abeto , trébol y escobilla, entre otros.

## Estructura organizacional municipal
| Colosó       | Colosó      | Colosó                     |
| Departamento | Código DANE | Categoría municipal (2022) |
| ------------ | ----------- | -------------------------- |
| Sucre        | 70204       | Sexta                      |

- Personería: Es un centro del Ministerio Público de Colombia que ejerce, vigila y hace control sobre la gestión de las alcaldías y entes descentralizados; velan por la promoción y protección de los derechos humanos; vigilan el debido proceso, la conservación del medio ambiente, el patrimonio público y la prestación eficiente de los servicios públicos, garantizando a la ciudadanía la defensa de sus derechos e intereses.

El actual Personero municipal es x (2024-2027).
- Concejo Municipal: Es la suprema autoridad política del municipio. En materia administrativa sus atribuciones son de carácter normativo. También le corresponde vigilar y hacer control político a la administración municipal. Se regulan por los reglamentos internos de la corporación en el marco de la Constitución Política Colombiana (artículo 313) y las leyes, en especial la Ley 136 de 1994 y la Ley 1551 de 2012.

Constituido por 9 concejales por un periodo de 4 años. 
- Alcaldía Municipal: En esta se encuentra la administración municipal y las entidades descentralizadas del municipio.

El Alcalde se pronuncia mediante decretos y se desempeña como representante legal, judicial y extrajudicial del municipio. El actual Alcalde municipal es Dager Paternina Alquerque (2024-2027), elegido por voto popular.
- 'JAL'. Sin constitución alguna.